# Groot (Marvel Cinematic Universe)
Groot è il nome di due personaggi doppiati da Vin Diesel e interpretati tramite motion capture da Diesel, Krystian Godlewski, Sean Gunn, James Gunn e Terry Notary, nel media franchise del Marvel Cinematic Universe (MCU), basati sull'omonimo personaggio della Marvel Comics. Entrambi i Groot sono raffigurati come umanoidi simili ad alberi, con l'originale che è socio di Rocket e il secondo che diventa suo figlio adottivo. Entrambi sono membri dei Guardiani della Galassia.
Nel marzo 2017, Gunn ha confermato che il personaggio di Baby Groot introdotto al termine di Guardiani della Galassia (2014) dopo la morte dell'originale Groot, e adottato da Rocket come suo figlio, è un personaggio diverso dal primo Groot, che non ha i ricordi del suo padre biologico.
Al 2022, l'originale Groot è apparso in un film, l'altro in cinque e in una serie di corti animati chiamata I Am Groot (2022) e distribuita su Disney+. Ritornerà in Guardiani della Galassia Vol. 3 (2023) e in Guardiani della Galassia Holiday Special (2022).

## Biografia del personaggio

### Groot adulto

#### Guardiano della Galassia
Groot è un essere senziente simile a un albero, socio del mercenario simile ad un procione Rocket. Nel 2014, sul pianeta Xandar, avvistano Peter Quill che combatte Gamora per il possesso della Gemma del potere. Rocket e Groot interferiscono nella loro lotta tentando di catturare Quill, su cui era stata messa una taglia. Tutti e quattro vengono catturati dai Nova Corps e inviati al Kyln, una prigione spaziale. Rocket escogita un intricato piano per fuggire dal Kyln, tuttavia, Groot, innocentemente con l'intenzione di aiutare, si estende a una grande altezza innescando una serie di allarmi. Fuggono insieme a Drax, un detenuto di Kyln, e i cinque formano i Guardiani della Galassia. Si recano a Ovunque per vendere la Gemma del potere, ma Rocket e Drax hanno un'accesa discussione che sfocia in una rissa quest'ultimo e Groot. Dopo che Drax, da ubriaco, chiama il suo potente nemico Ronan per affrontarlo, lui arriva e batte facilmente Drax acquisendo la Gemma del potere e lanciando Drax in una vasca di liquido spinale dalle operazioni minerarie su Ovunque. Groot salva Drax dall'annegamento e, sebbene Rocket voglia fuggire, viene convinto da Groot e dalle scuse di Drax ad aiutare a salvare Xandar dall'attacco di Ronan.

#### Morte e nascita del figlio
Mentre Groot e i Guardiani combattono contro Ronan l'accusatore a bordo della Dark Aster, Rocket fa schiantare una nave dei Ravager attraverso la sala di controllo della Dark Aster, facendola precipitare su Xandar. Prima dell'impatto, Groot si sacrifica per proteggere Rocket e gli altri estendendo il suo corpo per formare un bozzolo, subendo il peso dell'impatto. Su Xandar, i restanti Guardiani sono in grado di riprendere il controllo della Gemma del potere e sconfiggere Ronan. Rocket pianta un alberello preso dal corpo sparso di Groot, che cresce in un bambino della sua specie, che Rocket chiama Groot in onore del padre biologico.

### Groot II

#### Nascita e scontro con Ego
Dopo la morte di suo padre, "Baby Groot" è stato cresciuto in un vaso e allevato da Rocket come suo figlio sulla nave di Peter Quill come membro dei Guardiani della Galassia. Groot sviluppa un amore per la musica e le danze mentre ascolta la musica di Quill. Qualche tempo dopo, Baby Groot lotta per fare i suoi primi passi dopo la rottura del suo vaso.
Due mesi dopo, i Guardiani della Galassia vengono assunti dal Sovereign per proteggere delle preziose batterie da un mostro interdimensionale. Baby Groot li accompagna, ma invece di combattere il mostro, litiga con dei rettili simili a topi nell'area. Quando il padre di Quill, Ego, si rivela ai Guardiani, il gruppo si separa in modo che Quill, Gamora e Drax possano andare con Ego sul suo pianeta mentre Rocket e Groot rimangono a guardare Nebula e riparare la nave. Tuttavia, i Ravager arrivano alla ricerca di Quill e dopo un combattimento catturano Rocket e Groot e liberano Nebula. I Ravager si ammutinano contro il loro leader, Yondu, e maltrattano Groot. Dopo che i Ravager si sono addormentati, Rocket e Yondu pianificano la loro fuga e Groot cerca di trovare la pinna di quest'ultimo. Alla fine, Groot uccide uno dei Ravager che lo aveva tormentato e distruggono la maggior parte della nave Ravager ad eccezione di una navicella su cui viaggiano verso il pianeta di Ego, scoprendo che Ego è un pianeta vivente malvagio intento a dominare l'universo. Quill tiene Ego occupato in combattimento con i suoi ritrovati poteri Celestiali fino a quando Rocket non è in grado di assemblare una bomba, che Baby Groot inserisce nel cervello di Ego.

#### Disavventure nello spazio
Baby Groot ha incontrato la specie aliena dei Grunds, i quali credono sia il loro eroe dopo che Groot fraudolenza  una foglia, che gil alieni trovano come fonte di cibo. Quando Groot torna dopo aver recuperato altre foglie, calpesta inavvertitamente i Grund. Incontra anche Iwua, un alieno che si sposta nello spazio che lo impersona per ballare ma Groot lo uccide aprendo la camera di equilibrio. Qualche tempo dopo, Groot fa un bagno e usa le sue foglie per formare più "costumi" e scuoia uno scoiattolo che era irritato da lui. Baby Groot recupera poi degli strumenti per fare un dipinto sui Guardiani della Galassia che mostra a Rocket, che verrà poi salvato da Groot dopo un'esplosione.

#### Guerra dell'infinito e resurrezione
Nel 2018, diventato un adolescente dipendente dai videogiochi, Groot e il resto dei Guardiani rispondono a un segnale di soccorso e finiscono per salvare Thor, il quale stava fluttuando nello spazio tra le macerie dello Statesman. Thor racconta loro del piano di Thanos per ottenere le Gemme dell'infinito e i Guardiani si separano, con Rocket e Groot che accompagnano Thor a Nidavellir per creare una nuova arma. Il gruppo trova un Nidavellir abbandonato e incontrano il re dei nani Eitri. I quattro lavorano insieme per creare Stormbreaker, una potente ascia che garantisce a Thor anche il potere del Bifröst. Thor è vicino alla morte per lo sforzo di creare l'arma e Groot usa il proprio braccio come manico per finire l'ascia e curare Thor. Thor trasporta se stesso, Rocket e Groot sulla Terra (nel Wakanda) tramite il Bifröst per aiutare gli Avengers e l'esercito del Wakanda nella battaglia contro gli Outriders. Nonostante venga gravemente ferito da Thor, Thanos è in grado di attivare il Guanto dell'infinito, schioccare le dita e teletrasportarsi via. Rocket osserva impotente la dissoluzione di Groot in polvere insieme a metà di tutti gli esseri viventi dell'universo. Groot ha pronunciato qui un'ultima volta "Io sono Groot", che il regista James Gunn ha rivelato significasse "...Papà?", mentre chiedeva aiuto a Rocket.
Nel 2023, dopo che gli Avengers sopravvissuti hanno viaggiato indietro nel tempo per ottenere delle versioni passate delle Gemme per resuscitare coloro che erano stati vittime del Bilp, Groot viene resuscitato e si riunisce a Rocket per combattere l'armata di una versione alternativa del 2014 di Thanos. Più tardi, Groot e i restanti membri dei Guardiani della Galassia partecipano al funerale di Tony Stark, che aveva sacrificato la sua vita per fermare Thanos. Groot e il resto dei Guardiani, accompagnati da Thor, tornano quindi nello spazio. Insieme a Thor e Kraglin, i Guardiani hanno continuato a rispondere a varie richieste di soccorso in tutta la galassia. Più tardi, dopo che Thor va per la sua strada, i Guardiani comprano Ovunque dal Collezionista e Groot aiuta a ristrutturarlo.

## Caratterizzazione

### Groot adulto

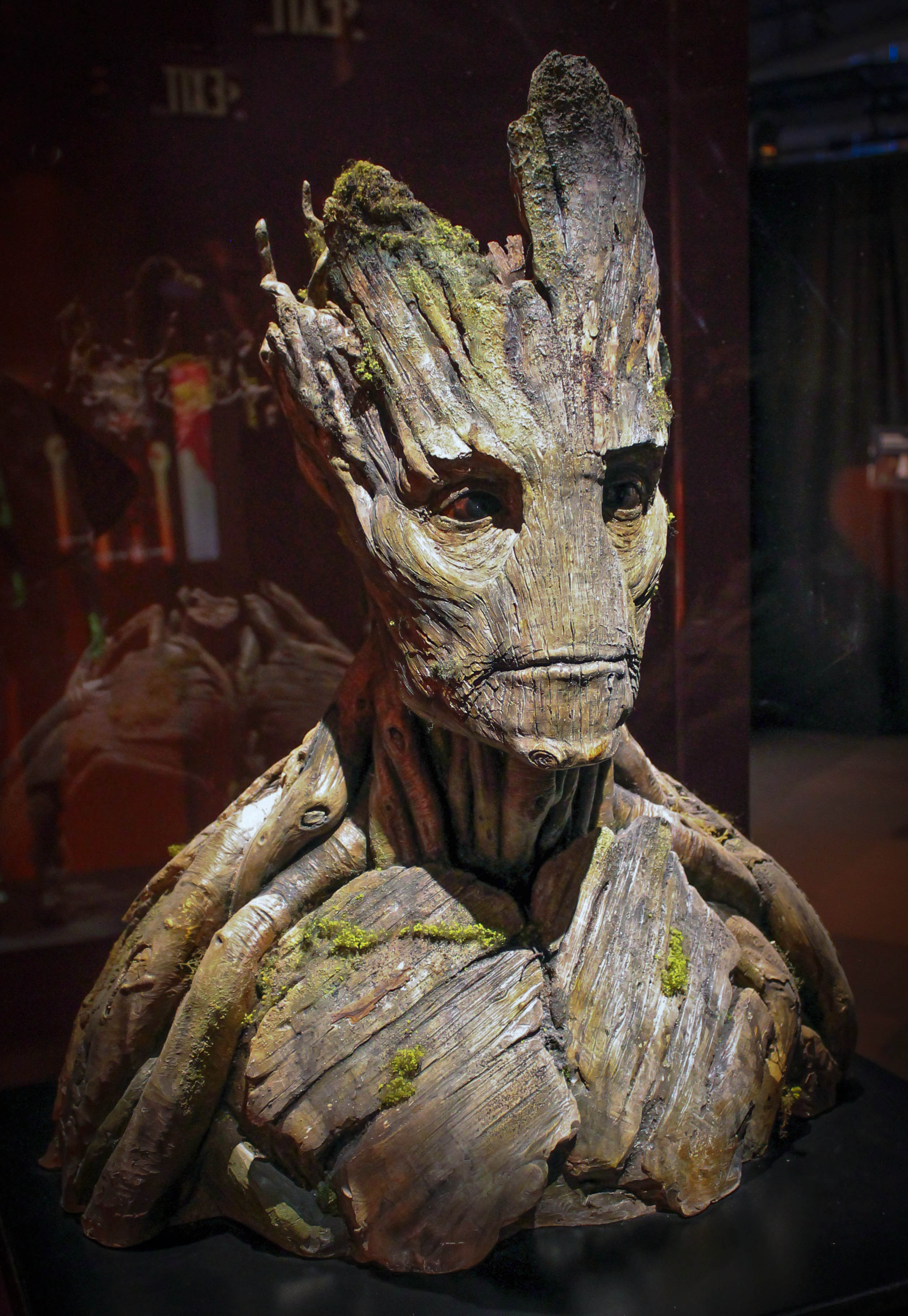
Riproduzione del Groot originale

Groot viene presentato per la prima volta come il partner di Rocket nel film Guardiani della Galassia. Ha un vocabolario limitato, usando solo il suo famoso tormentone "Io sono Groot", anche se in seguito è riuscito a pronunciare la frase "Noi siamo Groot" prima di sacrificare la sua vita per i Guardiani della Galassia nella battaglia con Ronan per una Gemma dell'infinito. Altre capacità di Groot riguardano il far crescere i suoi rami in altezza, lunghezza e circonferenza (assimilazione di braccia e gambe), l'uso di rami rampicanti, fiori in crescita e la produzione una forma di semi luminescenti.
Groot è un umanoide simile ad un albero, complice di Rocket. Diesel ha dichiarato di aver fornito la voce e il motion capture per Groot, dopo essere stato inizialmente in trattative per recitare in un nuovo film Marvel della Fase Tre. Diesel ha anche fornito la voce di Groot per diverse versioni in lingua straniera del film. Krystian Godlewski ha interpretato il personaggio sul set, anche se la sua interpretazione non è stata utilizzata nel personaggio finale in CGI. Sul personaggio, che Gunn ha basato sul suo cane,  Gunn ha detto: "Tutti i Guardiani iniziano il film come bastardi, tranne Groot. È un innocente. È letale al cento per cento e dolce al cento per cento. È coinvolto nella vita di Rocket, davvero." Gunn ha aggiunto che l'aspetto e il movimento di Groot hanno richiesto "la parte migliore di un anno" per essere creati. Gunn ha aggiunto: "I modi in cui Vin Diesel dice: 'Io sono Groot', sono sbalordito. Tutti gli 'Io sono Groot' di voci precedenti non suonavano affatto bene... Vin è arrivato e in un giorno ha scritto tutte queste tracce di 'Io sono Groot', ed è un perfezionista. Me lo ha fatto spiegare con ogni 'Io sono Groot', esattamente quello che stava dicendo... È stato incredibile quando abbiamo messo quella voce per la prima volta lì dentro quanto il personaggio sia cambiato e quanto lui abbia influenzato il personaggio." Riguardo alle poche parole usate da Groot, Diesel ha detto in molti modi che questa era "...la cosa più difficile da chiedere di fare ad un attore". Diesel ha trovato una nota emotiva nella sua performance, invocando la morte del suo amico e co-protagonista di Fast & Furious Paul Walker, dicendo: "Questo è stato a dicembre [2013], e la prima volta che sono tornato a trattare con gli esseri umani dopo aver avuto a che fare con la morte, quindi interpretare un personaggio che celebra la vita come fa Groot è stato molto bello". Gunn ha affermato che Groot ha la capacità di crescere di dimensioni nel film.
Groot sembra essere quasi indistruttibile, come visto quando i suoi arti vengono mozzati e dalla sua capacità di ispessire i suoi rami in una massa protettiva impenetrabile dai proiettili. Serve come amico, scudo e protettore di Rocket e dei suoi compagni amici Guardiani.

### Groot giovane
Dopo la morte del Groot adulto nello schianto dell'astronave di Ronan, Rocket ha recuperato e piantato pezzi dei suoi rami in un vaso di fiori che è cresciuto in suo figlio, Baby Groot, che Rocket alleva e viene visto in seguito come un adolescente. Il personaggio ha iniziato a crescere da un alberello alla fine del primo film, con James Gunn che voleva che fosse completamente cresciuto nel sequel. Gunn alla fine decise di tenerlo come "Baby Groot", che era uno dei motivi per cui il film è ambientato solo pochi mesi dopo il primo. Gunn ha descritto Baby Groot come il figlio del Groot visto nel primo film, con Diesel che ha spiegato che "vedremo questo sciocco, adorabile, piccolo Groot [solo] un po' imparare prima di andare". L'attrezzista Russell Bobbitt ha creato un modello in scala 1:1 del modello da 10 pollici (25 cm) di Baby Groot per le riprese, da utilizzare come riferimento luminoso e talvolta come burattino con cui gli attori possono interagire. Poiché Groot comunica solo con la frase "Io sono Groot" in diverse declinazioni, Gunn ha creato una "versione Groot" della sceneggiatura per sé e Diesel, che contiene ciascuna delle battute di Groot in inglese. Diesel ha usato un registro più alto della sua voce per Baby Groot, che è stato alzato da sette a nove semitoni a seconda della ripresa. Ha anche pronunciato le battute lentamente per evitare problemi di allungamento del tempo. Diesel ha registrato la voce di Groot per sedici versioni in lingua straniera del secondo film dei Guardiani della Galassia (contro le sei del primo film). Sean Gunn ha fornito un riferimento sul set per la versione adolescenziale di Groot nella sequenza dopo i titoli di coda.

## Concezione e sviluppo
Groot è apparso per la prima volta in Tales to Astonish n. 13 (novembre 1960), ed è stato creato da Stan Lee, Larry Lieber e Jack Kirby. "Groot" è la parola olandese per "grande", forse in riferimento alla sua statura e alla capacità di accrescere le sue dimensioni. È apparso di nuovo in The Incredible Hulk Annual n. 5 (ottobre 1976), insieme ad altri cinque mostri dei fumetti antologici horror della Marvel della fine degli anni '50 e dell'inizio degli anni '60. In The Sensational Spider-Man n. -1 (luglio 1997), Groot è apparso in un incubo del giovane Peter Parker. Groot è riapparso nel 2006 nella serie limitata di sei numeri Nick Fury's Howling Commandos ed è apparso in Annihilation: Conquest and Annihilation: Conquest – Star-Lord limited series. Groot ha si è unito ai Guardiani della Galassia nella serie omonima ed è apparso in ogni numeri della serie fino alla sua cancellazione con il n. 25 nel 2010.
Il presidente dei Marvel Studios Kevin Feige ha menzionato per la prima volta Guardiani della Galassia come un potenziale film al San Diego Comic-Con International del 2010, affermando: "Ci sono anche alcuni titoli oscuri, come Guardiani della Galassia. Penso che siano stati recentemente rinnovati in modo divertente nel [fumetto]." Feige ha ribadito la cosa in un numero di Entertainment Weekly del settembre 2011, dicendo: "C'è un'opportunità per fare una grande epopea spaziale, a cui Thor in qualche modo allude, nel lato cosmico" del Marvel Cinematic Universe. Feige ha aggiunto che, se il film dovesse essere realizzato, avrebbe avuto un gruppo di personaggi, similmente ad X-Men e The Avengers. Feige ha annunciato che il film era in fase di sviluppo attivo al San Diego Comic-Con International del 2012 durante il panel dei Marvel Studios, con una data di uscita prevista per il 1º agosto 2014, affermando che la squadra titolare del film sarebbe stata composta da Star-Lord, Drax il distruttore, Gamora, Groot e Rocket.
Nel settembre 2013, Vin Diesel ha dichiarato che stava doppiando Groot, nonostante la Marvel non avesse confermato il coinvolgimento di Diesel nel film in quel momento.

## Accoglienza

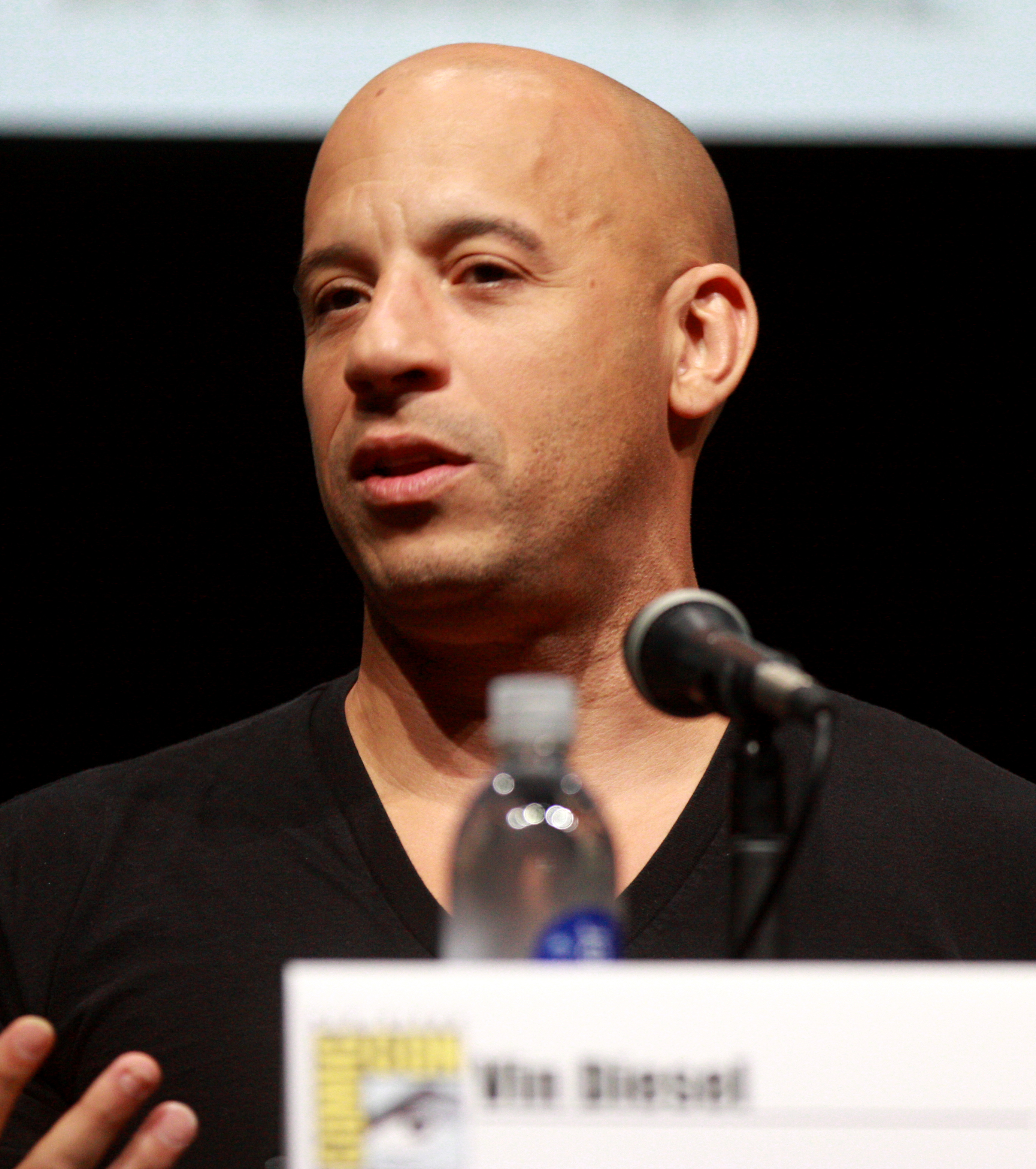
Diesel al Comic-Con di San Diego 2013

Jacob Stolworthy di The Independent ha elogiato il personaggio, ritenendo che Groot fosse "una delle cose migliori del primo film di Guardiani della Galassia, e il suo cameratismo con Rocket Raccoon [era] un punto culminante". Tuttavia, Stolworthy ha anche criticato la successiva rappresentazione del personaggio da bambino come "estremamente fastidiosa". Peter Bradshaw di The Guardian, nel frattempo, ha elogiato il personaggio, paragonando Groot a "un'enorme creatura tolkieniana".
Dopo la premiere di Guardiani della Galassia, Vin Diesel e Bradley Cooper, doppiatore di Rocket, sono stati candidati nella categoria "Miglior duo" agli MTV Movie Awards 2015. Il personaggio è stato anche oggetto di numerosi meme sui social media.

## Altre apparizioni
Vin Diesel riprende il ruolo di Baby Groot nel film  Ralph spacca Internet (2018).